# 甘木バスセンター

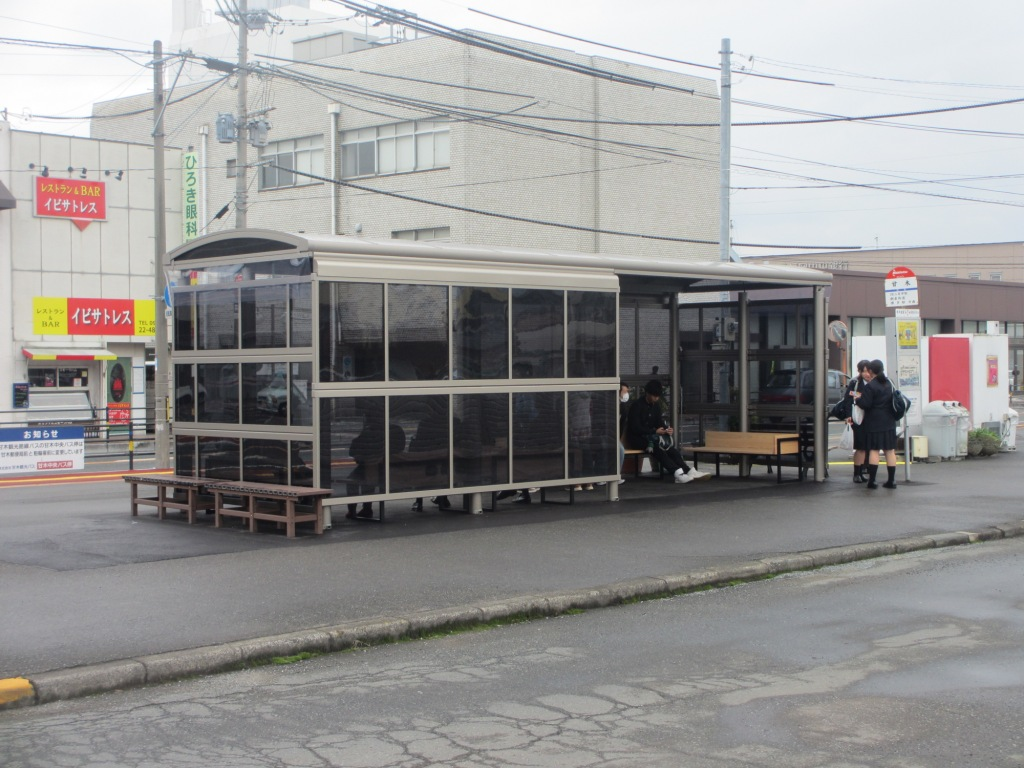
待合所（2014年11月）

甘木バスセンター（あまきバスセンター）は、福岡県朝倉市にあったバスセンターである。現在は、西鉄バスの停留所標柱の表示・車内アナウンスともに「甘木」となっている。

## 概要

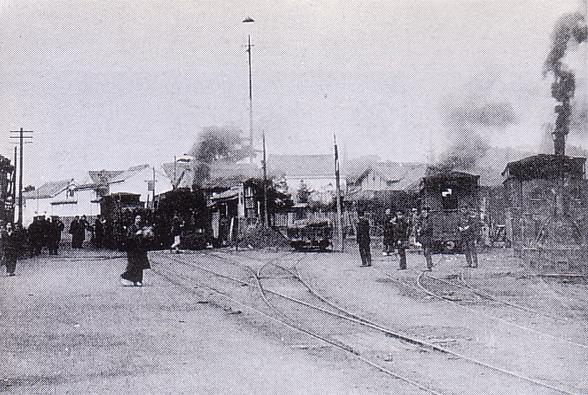
旧甘木駅の様子。右側が両筑軌道、左側は朝倉軌道である

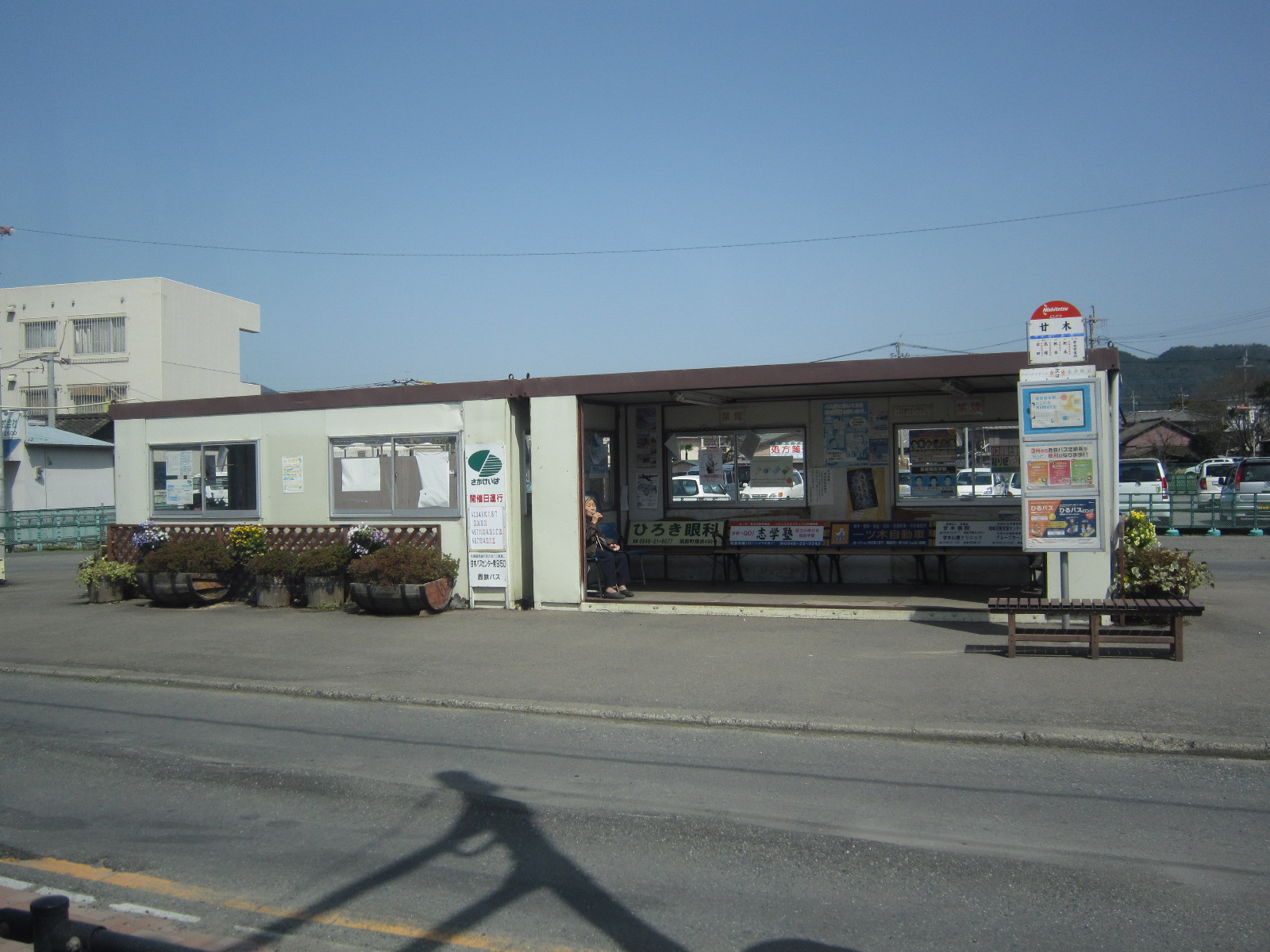
改装前の待合所

1971年12月12日 に営業を開始した後、西鉄バス二日市が管理していたバスセンターで、杷木方面から来たバスと福岡市方面へ向かうバスの接続点となっていた。なお、当バスセンター終着のバスはなく、バスの発着拠点は2つ隣の甘木営業所となっている。
以前はこのバスセンターを中心に、旧甘木市内のバス路線網と福岡・福岡空港・大分・別府方面への特急・急行バス路線、鳥栖、小郡、田主丸方面への都市間路線網が広がっていたが、大分自動車道の開通や甘木鉄道の開業などで次第に発着路線数は減少し、さらに幹線である40番台・400番以外（以下、ローカル線）のすべての路線を甘木観光バスに譲渡した際、甘木観光バス側が甘木鉄道甘木駅へターミナルを移設したため、バスセンターからは幹線道路である国道386号及び県道112号の杷木方面、もしくは二日市・福岡方面のバスしか運行されていない。
かつては店舗も入居する鉄筋コンクリート造の建物があったが、西鉄が甘木地区ローカル路線から撤退したのちに解体撤去され、プレハブの待合室が設置された。2014年秋には待合室が建て替えられた。
当初、この場所に朝倉街道上に敷設された朝倉軌道の駅が設けられ、その後、当駅から杷木方面へ延伸、さらに田主丸・秋月方面に両筑軌道が開業し共同使用の拠点駅となったことがターミナルとしての起源である。路線・会社の改廃に関してはそれぞれの記事を参照のこと。
なお、跡地はながらく駐車場となっていたが、2023年現在、ドラッグストアモリとなっている。

## 乗り場と行き先

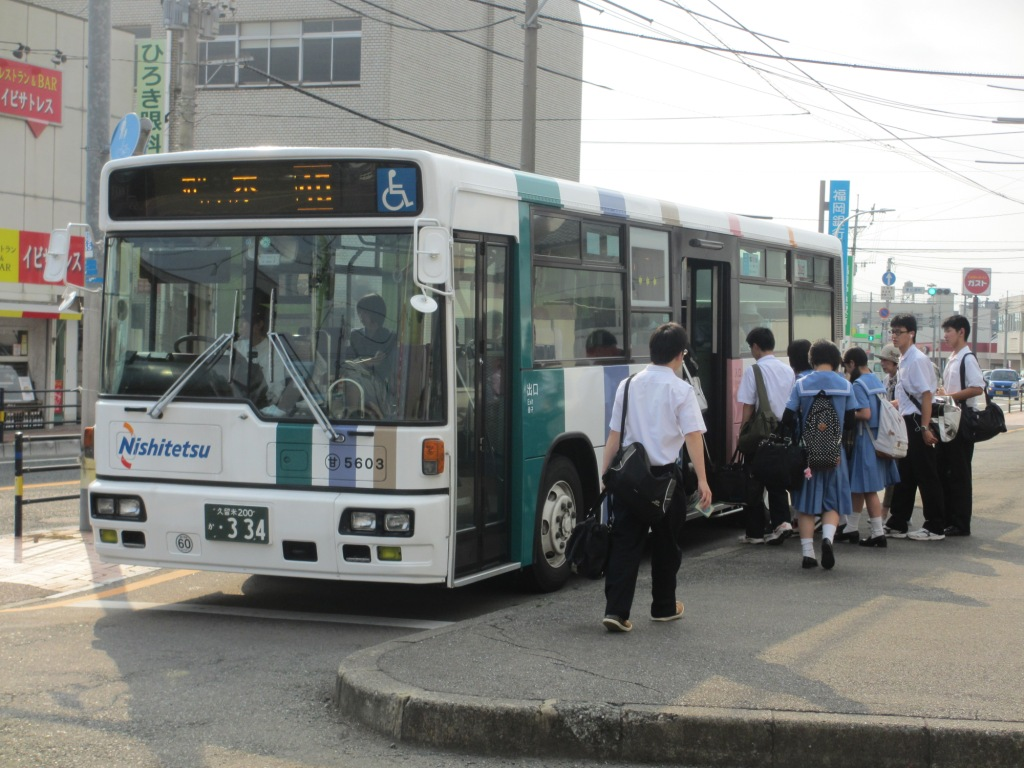
甘木バスセンター・杷木方面乗り場

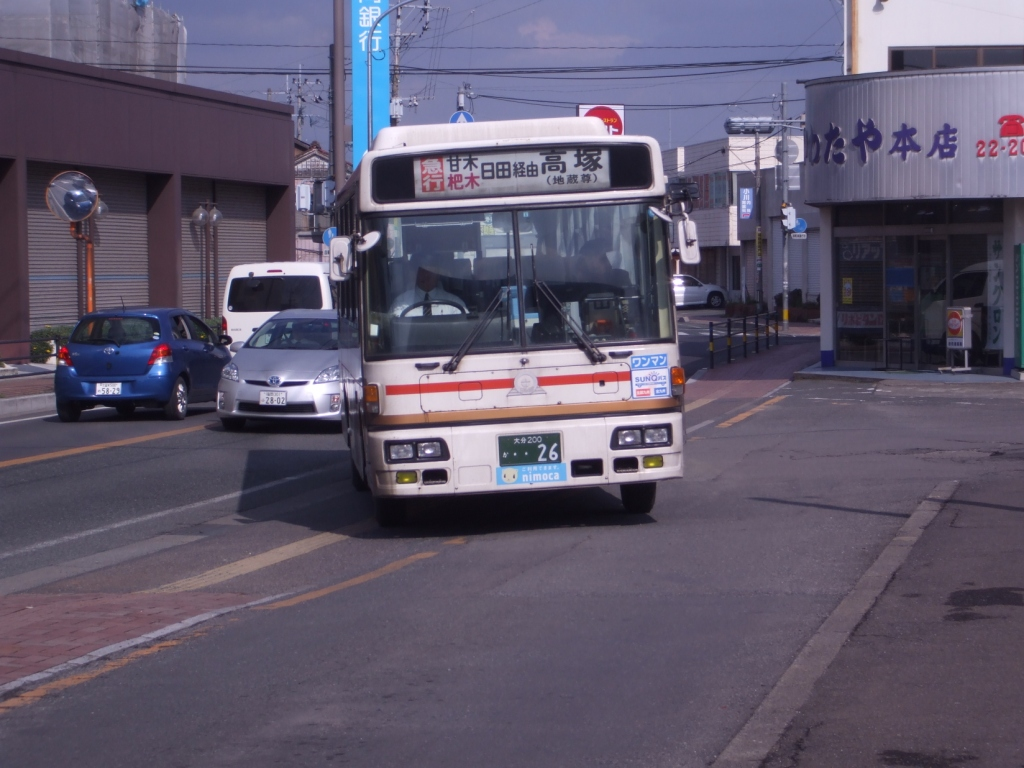
甘木バスセンターに進入する日田バス急行高塚行（既に廃止）

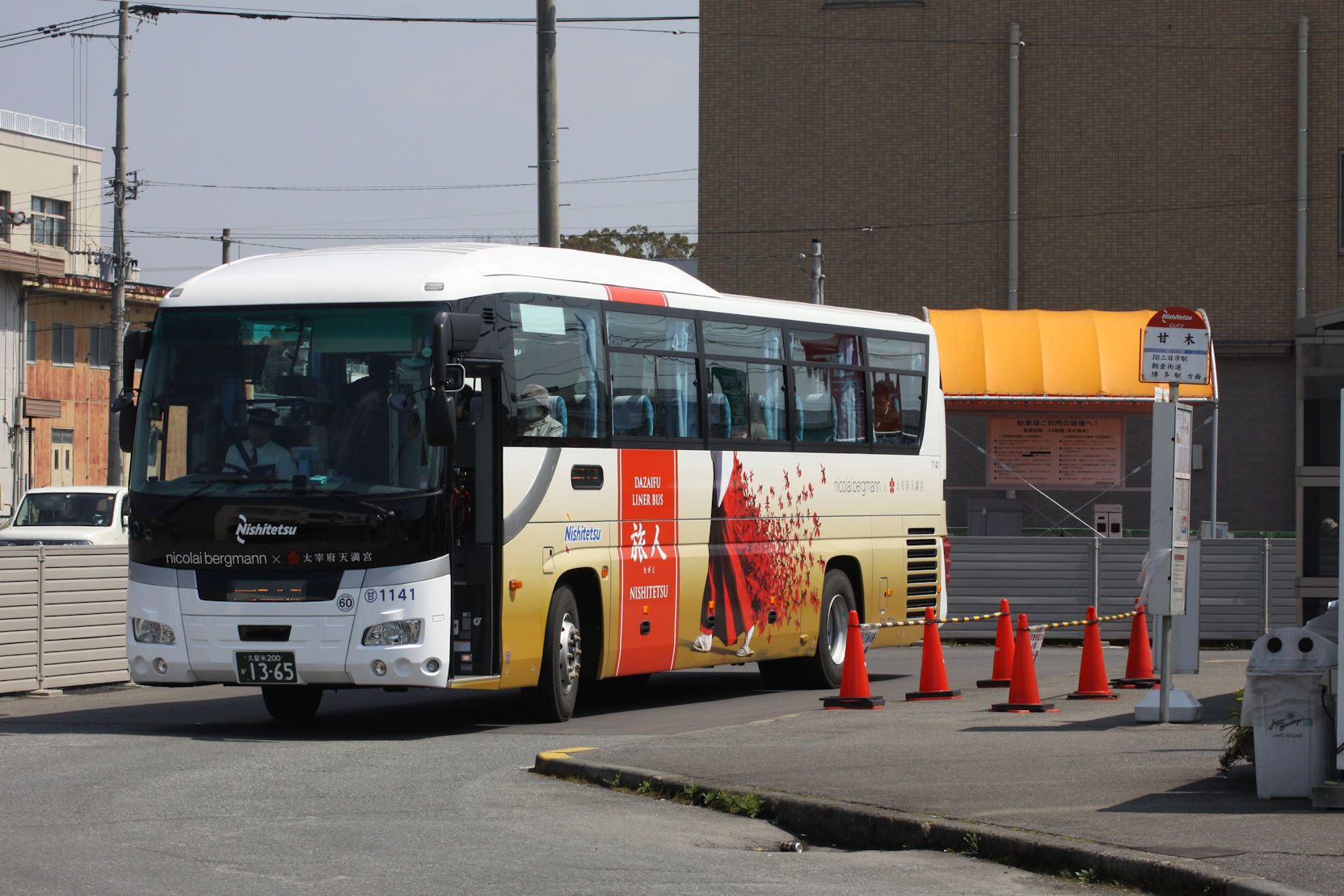
かつての朝倉街道・博多方面乗り場（2022年9月30日をもって移設）

### 2022年9月30日まで
- 西鉄バス

乗り場は二つあり、北側（内側）が福岡市・JR二日市駅方面、南側（道路側）が杷木発着所方面であった。
- 40：JR二日市駅・朝倉街道 ⇔ 甘木営業所・杷木
- 41：JR二日市駅・朝倉街道 ⇔ 杷木（原鶴温泉経由）
- 400：博多駅（3号線バイパス・都市高速経由）⇔ 西鉄甘木営業所

- 甘木観光バス・朝倉市あいのりタクシー（甘木中央バス停）
  - 秋月方面乗り場はバスセンターから道を挟んで反対側にあった。
  - 田主丸・長渕・矢野竹方面乗り場はバスセンターから東に100mほど離れた甘木郵便局前にあった。

### 2022年10月1日から2023年3月31日まで
- 旧バスセンター敷地道路側
  - 西鉄バス：甘木営業所・杷木
- 甘木郵便局前（甘木中央バス停）
  - 甘木観光バス：田主丸
  - 朝倉市あいのりタクシー
- 甘木北公園前[1]
  - 西鉄バス：JR二日市駅・朝倉街道・博多駅
  - 甘木観光バス：秋月

### 2023年4月1日から
- ドラッグストアモリ甘木中央店前（旧バスセンター敷地道路側）
  - 西鉄バス：甘木営業所・杷木
  - 甘木観光バス：田主丸・甘木市街地循環線（右回り）
  - 朝倉市あいのりタクシー：長渕線・福城線・矢野竹線・美奈宜の杜線
- 甘木北公園前
  - 西鉄バス：JR二日市駅・朝倉街道・博多駅
  - 甘木観光バス：秋月・甘木市街地循環線（左回り）
  - 朝倉市あいのりタクシー：上秋月線・馬田線

## 過去の路線
- 西鉄バス
  - 1：甘鉄甘木駅・甘木バスセンター ⇔ 長谷山・秋月・野鳥・潭空庵（だんごあん）
  - 1：甘鉄甘木駅・甘木バスセンター ⇔ 長谷山・上秋月・松丸　
  - 2：甘木バスセンター ⇔ 十文字・寺内・矢野竹・佐田　
  - 4：甘鉄甘木駅・甘木バスセンター⇔ 屋永・長渕
  - 5：甘木バスセンター⇔ 金川道・小田・林田・田主丸駅前
  - 41：甘木バスセンター⇔ 杷木・日田
  - 急行：甘木バスセンター⇔ 田主丸中央・吉井営業所・浮羽発着所

末期は両筑交通に管理委託されていた。西鉄バスの甘木地区ローカル路線からの撤退に伴い、2001年4月1日より甘木観光バスが路線を引き継いだ。

- 40：博多駅・板付・山田⇔ 杷木・日田
- 40：二日市・朝倉街道⇔ 秋月
- 急行：二日市・朝倉街道⇔ 杷木・日田・高塚
- 高速：西鉄天神バスセンター・博多駅交通センター・福岡空港・中・高速基山⇔ 林田・田主丸中央・吉井営業所・浮羽発着所

これらの路線は1990年ごろまで存在していた。

- 8：西鉄鳥栖・JR鳥栖駅 ・西鉄小郡駅・松崎・太刀洗駅前・馬田⇔ 甘木バスセンター
- 9：西鉄鳥栖・JR鳥栖駅 ・西鉄小郡駅・松崎・太刀洗駅前・新町⇔ 甘木バスセンター　

末期は鳥栖交通に管理委託されていた。2001年3月廃止。
- 両筑交通
  - 無番：朝倉健生病院・甘鉄甘木駅⇔ 甘木市役所・屋形原・美奈宜の杜

2000年ごろまで存在していた。
- 日田バス
  - 急行：朝倉街道⇔ 杷木・日田・高塚

2012年10月1日廃止。
大分自動車道の開通以前は、福岡空港や博多駅・天神・九重・大分方面へ、現在のとよのくに号の前身にあたる特急バスや急行バスが乗り入れていたが、現在は高速道路上の高速甘木バス停が当バスセンターの代替的役割を果たしている。

## 甘木中央バス停

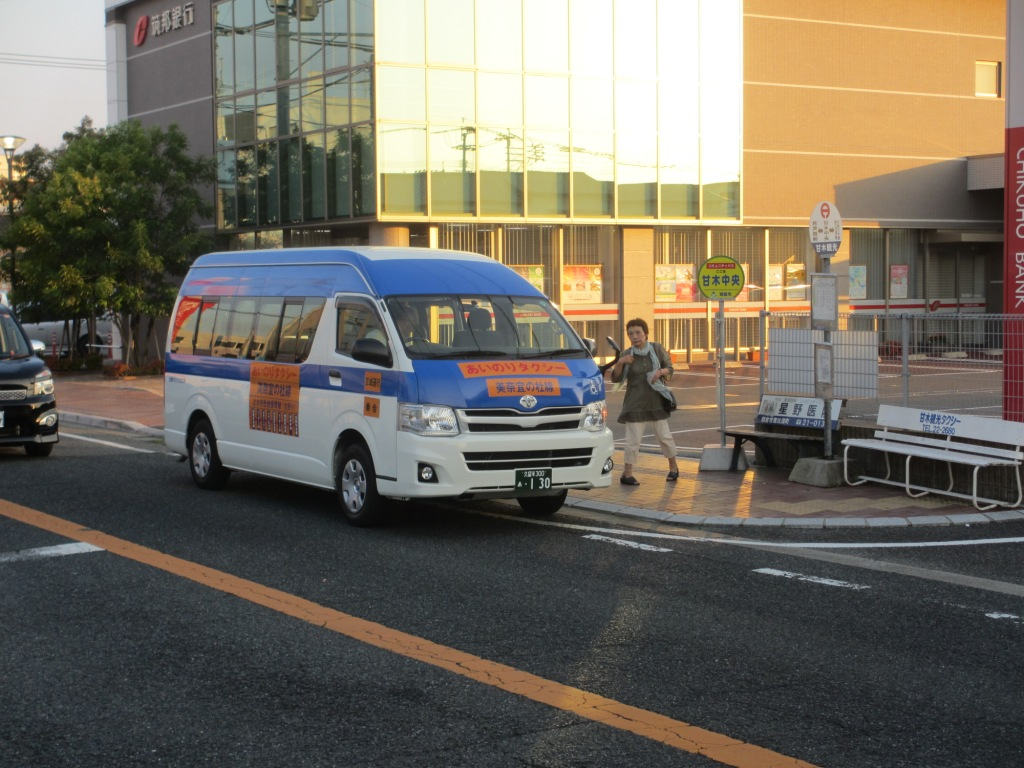
甘木中央バス停に停車中の朝倉市あいのりタクシー（甘木観光バス運行）なお、この停留所は2022年9月30日までで、写真向かって左側に移設された

2001年4月1日、西鉄は甘木地区の支線を廃止し、甘木観光バスが代替輸送を開始した。甘木観光バスの路線は当バスセンターへは乗り入れず、バスセンターから東に100mほど離れた甘木郵便局前に甘木中央バス停を設置し、客扱いを行っていた。後年、朝倉市あいのりタクシーの甘木中央停留所も同位置に設置された。
甘木バスセンター閉鎖に伴い、2022年10月1日より西鉄バスの二日市・博多方面バス停と、甘木観光バスの秋月方面バス停が甘木北公園前に移設された。さらに2023年4月1日より、甘木観光バスの田主丸方面および朝倉市あいのりタクシーのバス停がドラッグストアモリ甘木中央店前（旧バスセンター敷地道路側）に移設され、上下線ともに同一の位置で双方のバスを利用できるようになった。ただし停留所名の変更はなく、西鉄バスが甘木、甘木観光バス・朝倉市あいのりタクシーが甘木中央として案内される。

## 周辺
以前は西鉄ストア（1972年12月開店、1998年閉店）やマルショクが併設されていたが、現在は駐車場となっており、以前に比べると辺りは閑散としている。
- 甘木アーケード商店街
- 甘木郵便局
- 甘木朝倉商工会議所
- 福岡県立朝倉高等学校
- 甘木小学校